# Східний Тимор
Східний Тимор, або Тимор-Лешті (тетум Timór Lorosa'e, порт. Timor-Leste) — держава у Південно-Східній Азії. Розташована на сході острова Тимор Малайського архіпелагу, між Індонезією та Австралією. Офіційна назва — Демократи́чна Респу́бліка Схі́дний Тимо́р. Столиця — Ділі. Державний устрій — унітарна напівпрезидентська республіка. Голова — президент Східного Тимору. Проголосила незалежність 28 листопада 1975 року від Португалії; до цього була колонією з XVI ст. Одразу ж після проголошення незалежності окупована Індонезією, яка утримувала її до 1999 року. У ході окупації індонезійці влаштували геноцид місцевого населення, переважно християн і самостійників, під час якого загинуло, за різними підрахунками, від 90 до 200 тис. осіб. Офіційні мови — португальська і тетунська; робочі — англійська та індонезійська. Панівна релігія — католицизм (97 % у 2015). Основне населення — східні тиморці, розрізнені малайсько-полінезійські народи, об'єднані спільною вірою і португальською мовою. Площа — 15 007 км². Населення — 1 340 513 осіб (2021).

## Назва
- Східний Тимор (тетум Timór Lorosa'e, порт. Timor-Leste) — коротка назва. Португальське слово «Тимор» походить від малай. timur, «схід». Відповідно, назва країни тавтологічна: «Східний Схід». Індонезійська назва — індонез. Timor Timur.
- Демократична Республіка Східний Тимор, Східнотиморська Демократична Республіка (тетум Repúblika Demokrátika Timór Lorosa'e, порт. República Democrática de Timor-Leste) — офіційна назва згідно конституції трьома мовами[3][4][5].

## Географія

### Геологія й рельєф
Територія Східного Тимору охоплює не тільки східну половину Тимору, але й анклав Окуссі, який розташований на північному узбережжі індонезійської частини острова, а також два невеликих острови Атауро і Жаку. Берег оточений кораловими рифами. Узбережжя Східного Тимору має довжину 6789 км, довжина сухопутного кордону з Індонезією — 228 км.

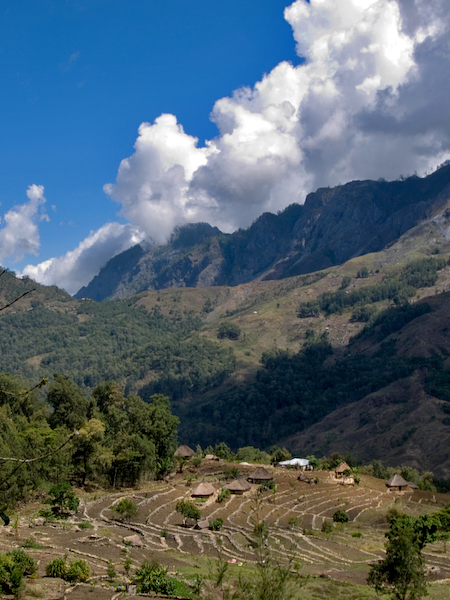
Село в горах Східного Тимору

Тимор розташований на зовнішньому кордоні так званої дуги банда, яка є частиною передгір'їв Тихоокеанського вогняного кола, утворюючи ланцюг островів навколо моря Банда. У цьому регіоні північно-західний кут австралійської тектонічної плити опускається під Євразійську плиту. Це призвело зокрема до утворення гірського хребта, який проходить через весь острів з південного заходу на північний схід. Через активні геологічні процеси існує постійна загроза землетрусів і цунамі. Найвищі вершини країни — гори Татамайлау (2963 м), Аблай (2320 м) і Матебіан (2316 м).
У північній частині гори круто спадають до моря. Типовими є прибережні тераси, а деякі плато підіймаються на 400—700 м над рівнем моря. Гірська система розчленована долинами річок. На південному узбережжі знаходяться широкі рівнини, простягаються від кордону до міста Вікеке, а потім звужуються до міста Лора.
Найбільшим плато Східного Тимору є Фуілоро в районі Лаутен на сході країни. Висота його повільно спадає з півночі на південь від 700 м до 500 м.

### Гідрологія
Майже всі річки країни беруть початок у центральних гірських районах острова і течуть на північ чи південь. Жодна з річок Східного Тимору не є судноплавною. Усі непересихаючі річки країни беруть початок у південній частині Східного Тимору. Причиною цього є довший сезон дощів у цій частині острова. Це зокрема стосується і найбільших річок північної частини острова — р. Луас (найдовша річка країни, довжина 80 км), р. Північна Лакло і Сейшал. Головними річками півдня є Іребере, Бебеї, Ділор, Тафара, Белулік, Тафара, Караулун.

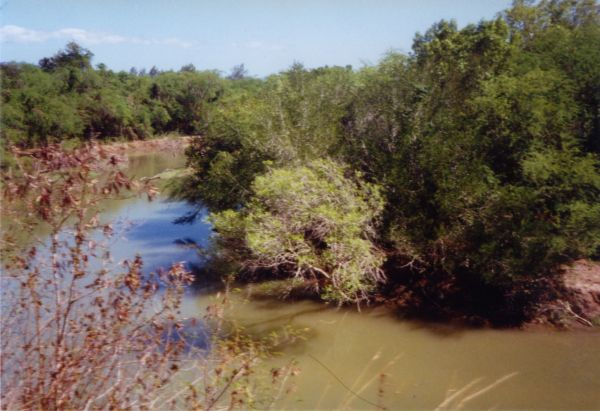
Річка Сейшал

Найбільше озеро в Східному Тиморі — Іра Лаларо (також Сура-Бек) у районі Лаутем. Воно має довжину 6,5 км та ширину 3 км. У гірських районах є багато водоспадів, найвідомішим є водоспад поблизу поселення Атсабе.

### Клімат
Клімат країни субекваторіальний і характеризується вираженими дощовим і посушливим сезонами. З травня по листопад триває посушливий сезон, і на північному узбережжі в цей час практично немає дощів. Гірські райони у центрі острова і південне узбережжя не потерпають в цей час від такої посухи, проте кількість опадів тут теж суттєво нижча, ніж в дощовий сезон.
Сезон дощів триває з кінця листопада по квітень. На кінець сезону дощів припадає збирання врожаю. Середня річна кількість опадів у столиці Ділі становить близько 1000 мм. Здебільшого вони випадають з грудня по березень. Натомість місто Манатуто, розташоване на схід від Ділі, отримує у середньому лише 565 мм опадів на рік. На південному узбережжі Східного Тимору кількість опадів становить від 1500 до 2000 мм на рік, найбільше їх випадає на центральному узбережжі та у південних горах. Найвищий середній рівень опадів зафіксований у містечку Лолотое у районі Бобонаро і становить 2837 мм.
Середньомісячна температура у столиці становить близько 27 °C і майже не змінюється протягом року.

### Флора і фауна
Центральна частина Тимору вкрита невеликими горами та тропічною саваною. Низькі рівнини досягають узбережжя острова і на них сформувалися комплекси мангрових рослин. На узбережжі острова розташовані тропічні ліси евкаліптових дерев, бамбука, сандалового дерева. У внутрішніх регіонах острова знаходяться трав'яні савани. У цих регіонах флора і фауна значно бідніша ніж на інших островах Зондської групи. На Тиморі мешкають рідкі види рослин та тварин, характерних для території Австралії.

## Історія

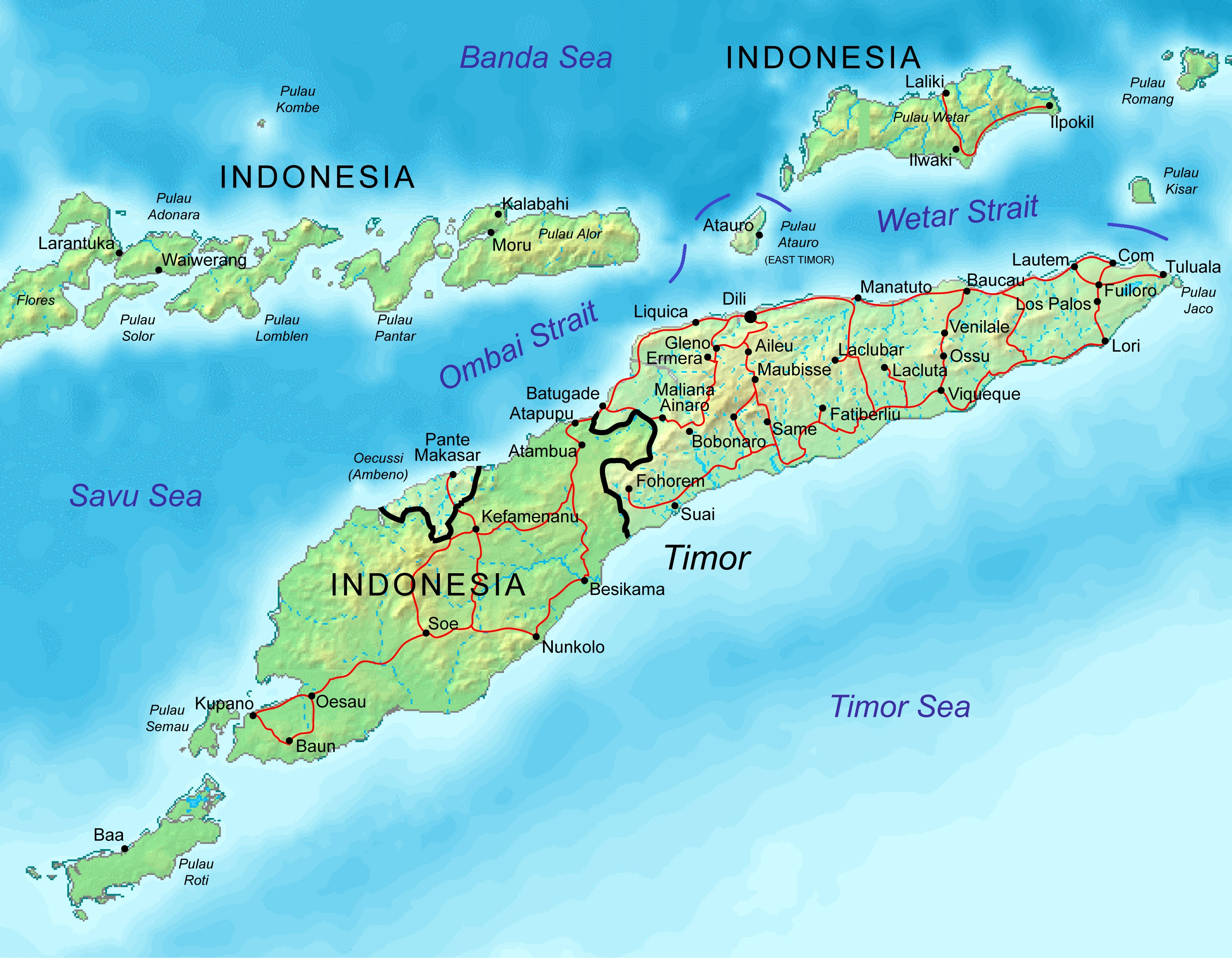
Карта Східного Тимору

### Новітня доба
До 1975 року Східний Тимор був колонією Португалії і являв собою найменш розвинене володіння найвідсталішої з колоніальних держав. Основу економіки становило сільське господарство, яке велося примітивними методами та не забезпечувало продовольчих потреб колонії. Розвивалося виробництво експортних культур: кави, каучуку та копри. Близько 32 % кошторису витрачалося на військові цілі (утримання 7 тис. солдатів колоніальних військ), на освіту йшло 9 %, на соціальне забезпечення — 4 %. Частка неписьменних перевищувала 90 %.
Після революції 25 квітня 1974 року в Португалії почався процес деколонізації португальських володінь, що торкнувся й Східного Тимору. Утворилось декілька політичних партій, найкрупнішими з яких були: УДТ (Демократичний союз Тимору), який виступав за збереження автономії в складі Португалії як заморської провінції, АПОДЕТІ (Народно-демократична асоціація Тимору), що добивалася приєднання території до Індонезії, і найкрупніша із політичних партій країни — ФРЕТІЛІН (Революційний фронт за незалежний Східний Тимор), який вимагав негайної незалежності. Було створено ще кілька невеликих партій. Переговори між португальською владою та політичними партіями про шляхи деколонізації території зайшли у безвихідь, а після цього й припинилися через збройну конфронтацію у колонії. У ніч перед 11 серпня 1975 року УДТ при підтримці місцевої поліції здійснив переворот, були заарештовані й страчені деякі з лідерів та активістів ФРЕТІЛІН. ФРЕТІЛІН, своєю чергою, спираючись на тиморівців-вояків колоніальних військ, встановив контроль над територією, а 28 листопада 1975 року в односторонньому порядку проголосив незалежність Демократичної республіки Східний Тимор.
30 листопада лідери АПОДЕТІ, УДТ та ще двох малих партій, що перебували на окупованій Індонезією частині Східного Тимору, випустили спільну декларацію щодо приєднання території до Індонезії. Вранці 7 грудня 1975 року почалося збройне вторгнення індонезійських військ, в якому у різний час брало участь від 20 до 40 тис. солдатів. Через бойові дії, голод і епідемії загинуло близько третини населення колишньої колонії (понад 200 тис. осіб), а 17 липня 1976 року Східний Тимор був включений до складу Індонезії як 27-ма провінція. Почали проводитись заходи щодо асиміляції населення, але спротив, у тому числі збройний, не припинявся. Проходили демонстрації тиморських студентів і молоді проти нової влади. Внаслідок масових виступів, а також під тиском світової громадськості й після припинення підтримки індонезійських дій Сполученими Штатами новий президент Індонезії Хабібі змушений був оголосити про проведення референдуму з питання самовизначення Східного Тимору.
21 травня 1998 року в Індонезії пішов у відставку Мохамед Сухарто, диктатор з 1966 року. 30 серпня 1999 року у Східному Тиморі пройшов референдум. 78,5 % населення висловилися за незалежність, що призвело до нового спалаху насильства. Проіндонезійськи налаштована поліція розпочала терор, десятки тисяч осіб змушені були стати біженцями. 12 вересня 1999 року в Східний Тимор було введено сили ООН, під захистом яких почалося практичне здійснення заходів зі становлення незалежної держави. У ніч проти 20 травня 2002 року колишня колонія була офіційно оголошена незалежною державою.
20 травня 2006 року, в річницю незалежності від Індонезії, майже половина армії Демократичної республіки Східний Тимор (593 вояки з 1433) стали вимагати пом'якшення армійського статуту. Бригадний генерал Матан Руак звільнив невдоволених, останні вийшли на вулиці зі зброєю в руках. Почалися заворушення.

## Населення
Населення Східного Тимору в 1980 році становило 555 000 осіб, у 2009-му — 1 131 612 осіб. 34,7 % становить населення віком до 15 років, 61,9 % — населення віком 15—65 років, і 3,4 % — населення старше 65 років.
Середня тривалість життя становить 67,27 року.
Темпи зростання населення — 2,027 %, народжуваність — 26,25 народжених на 1000 жителів, смертність — 5,98 померлих на 1000 жителів.
Міські жителі становлять 27 % загального населення (2008).

### Етнічний склад населення

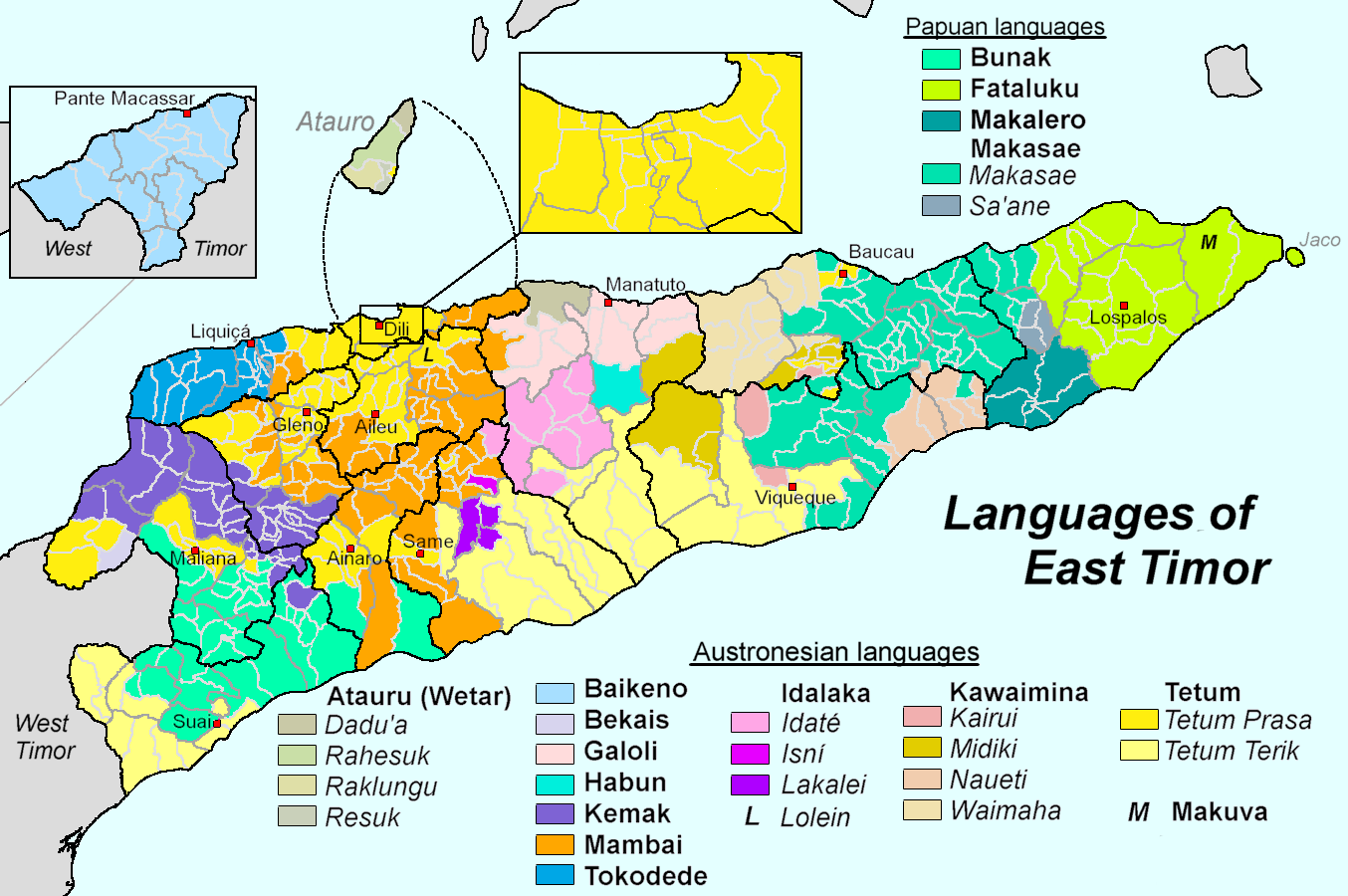
Найпоширеніші мови Східного Тимору

Корінне населення не є єдиною етнічною групою, проте існує загальна самоназва — маубер.

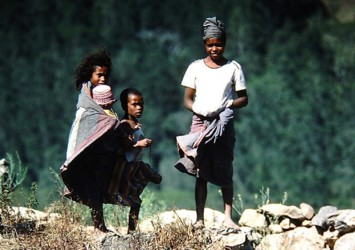
Сім'я мамбаї

Найзначнішу групу в Східному Тиморі утворюють «местісу» або власне східні тиморці, що втратили племінну ідентифікацію (191 тис. осіб). Вони живуть в основному в містах, населяють також західні райони та південну прибережну область.
Більшість населення складають австронезійські народи, з них найбільші — мамбаї (народ) (165 тис. осіб, в горах центрального району), кемак (64 тис. осіб.), даван (58 тис. в анклаві Окусі), тетум-терік (45 тис.), токодеде (39 тис. осіб, у прибережних районах на північному заході країни), тетум-білому (30 тис. осіб), галолін (15 тис. осіб).
До папуаських народів належать макасаї (110 тис. людей, на північному сході), Бунакен (62 тис. людей, у прикордонних гірських районах), фаталуку (дагода, 38 тис. людей, на східному півострові) і макалеро (7 тис. людей). У 1976—1999 рр. практикувалася т. зв. трансміграція — переселення в Східний Тимор переважно мусульманського населення з перенаселених островів Західної Індонезії (Яви та Мадури, Балі, Південного Сулавесі та ін.) Після проголошення незалежності більшість мусульман повернулося до Індонезії, нині індонезійці налічують кілька тисяч осіб; є також невелика кількість малайзійців з Сараваку. У Ділі існує мусульманська громада арабського походження (нащадки переселенців середини — кінця XIX ст.) чисельністю близько 1 тис. осіб. Китайці, налічують 11 тис. осіб, в основному сповідують католицизм.

### Мови
Рідною мовою «местісу» є креольська мова тетум (тетум-прасіт), яку знає більшість населення країни. Рідними мовами більшості населення (тетум, мамбаі, токоде) є мови тиморської гілки центрально-малайсько-полінезійської зони австронезійських мов. Мови племен бунакен, макасаі та деяких інших належать до тиморо-алорської сім'ї папуаських мов.
У період індонезійської окупації (1976—1999) проводилася політика інтеграції населення Східного Тимору до складу індонезійців, широко поширилося знання індонезійської мови (на той час — державної мови), португальська мова була заборонена, тетум-прасіт зберігалася як мова спілкування на всій території, за винятком крайнього сходу та анклаву Окусі. Після здобуття незалежності у 2002 році державними мовами Східного Тимору стали тетум-прасіт і португальська. Як і раніше, широко поширена індонезійська мова.

## Криміногенна обстановка
У Східному Тиморі найгірша криміногенна обстановка на островах Полінезії. Для усунення криміногенної обстановки в країні оголошений надзвичайний режим, вулиці патрулюють війська ООН.

## Релігія
Релігійна структура населення (оцінка 2010 р.):
| Релігія / Конфесія | Кількість віруючих | Частка   |
| ------------------ | ------------------ | -------- |
| Католики           | 1 021 247          | 96,5 %   |
| Протестанти        | 23 708             | 2,2 %    |
| Анімісти           | 3 291              | 0,3 %    |
| Мусульмани         | 3 623              | 0,3 %    |
| Буддисти           | 542                | 0,05 %   |
| Індуїсти           | 195                | 0,02 %   |
| Інші               | 1 365              | 0,1 %    |
| Загалом            | 1 053 971          | 100,00 % |

## Адміністративний поділ

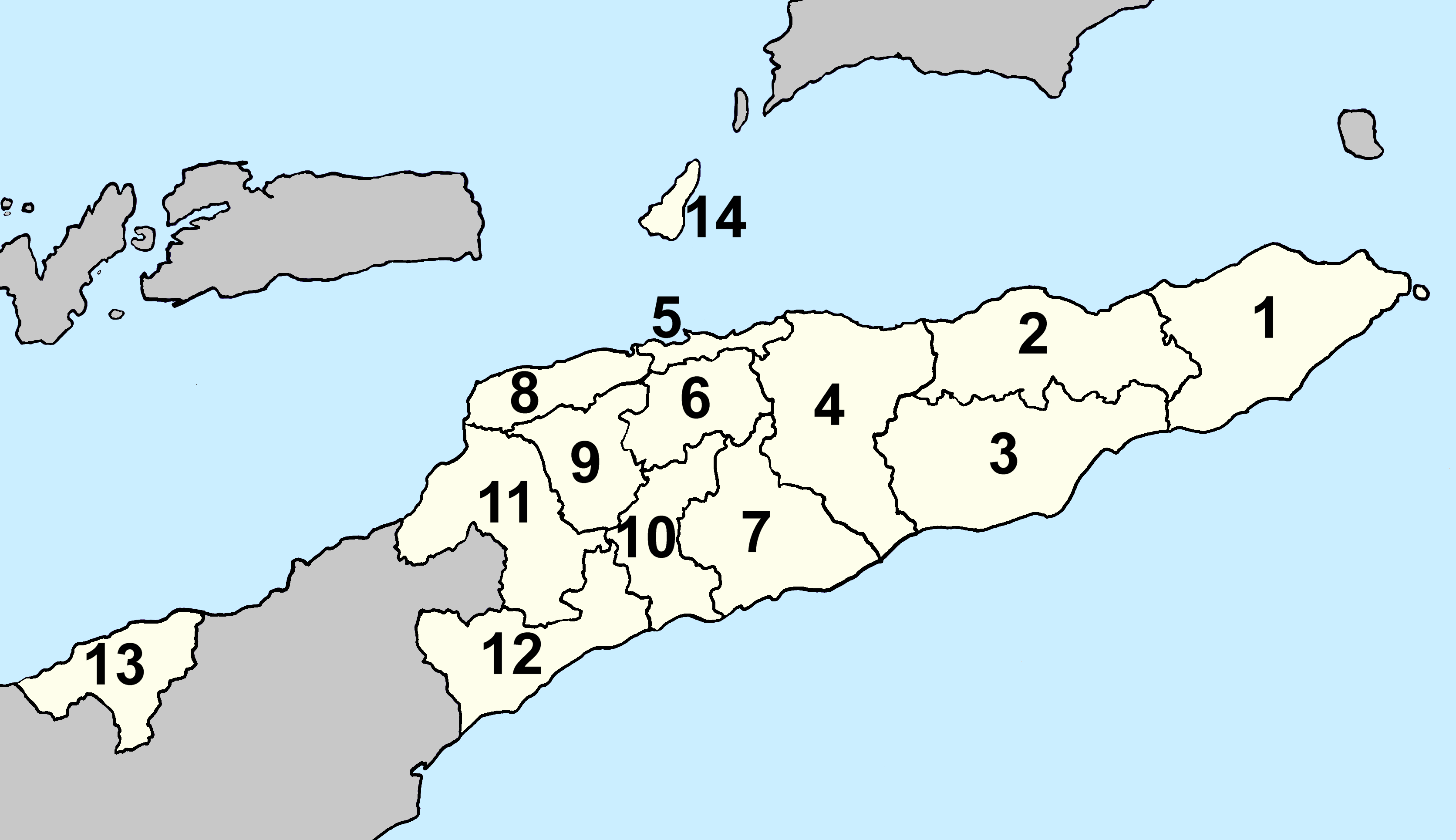
Адміністративний поділ Східного Тимору

Східний Тимор поділяється на 14 адміністративних районів:
1. Лаутен
2. Баутау
3. Вікеке
4. Манатуту
5. Ділі
6. Айлеу
7. Мануфагі
8. Ликіса
9. Ермера
10. Айнару
11. Бобонару
12. Кова-Ліма
13. Окусі
14. Атауро

## Економіка
Східний Тимор, за даними Організації Об'єднаних Націй, є найбіднішою країною в Азії. Безробіття становить близько 20 %. 41 % населення живуть за межею бідності.
За даними перепису 2004 року 78 % жителів країни працюють у сільському, лісовому та рибному господарстві, 6 % працюють у сфері державного управління, освіти, охорони здоров'я і соціальних служб, органів місцевого самоврядування та оборони. 4 % в ООН, на дипломатичній службі, торгівлі, готелях і ресторанах. 3 % займаються домашніми ремеслами. 2 % працюють у сфері фінансів, транспорту, і зв'язку, тільки 1 % у гірничій промисловості, енергетичній галузі та будівництві.
До числа найбільших проблем країни належить відсутність інфраструктури (доріг та енергопостачання, що були майже повністю зруйновані у 1999 році), відсутність кваліфікованої робочої сили. Ці фактори знижують конкурентоспроможність Східного Тимору у порівнянні з сусідніми країнами.
Валовий внутрішній продукт після подій 1999 року скоротився до 30 %. Протягом найближчих трьох років завдяки міжнародній програмі допомоги під керівництвом ООН здійснювалася активна відбудова країни. Між 2002 і 2005 роками валовий внутрішній продукт повернувся на попередній рівень. У 2005 було зафіксовано зростання на 2,9 %. Від'їзд ООН і заворушення, що відбулися у 2006 році значно ускладнили економічну ситуацію в країні. Проте з 2007 р. спостерігається стабільне зростання. Незважаючи на глобальну фінансову кризу у Східному Тиморі у 2008 році темпи економічного зростання склали 8 %. За оцінками Міжнародного валютного фонду, зростання економіки в Східному Тиморі у 2009 році становило 7,8 %.

### Зовнішня торгівля
У 2008 році 43 % імпорту до Східного Тимору надійшло від Індонезії, 17 % із Сінгапуру, 14 % з Австралії, 7 % з В'єтнаму, 5 % з Малайзії. Значну частку імпорту становлять автомобілі, електропобутові прилади, техніка, продовольство і медикаменти.
Перше місце за обсягами експорту займає Німеччина, на другому місці США.

### Фінанси
Східний Тимор є членом Міжнародного валютного фонду, Світового банку та Азійського банку розвитку (АБР).
Позиції державного бюджету покращилися завдяки зростанню доходів у нафтовому та газовому секторі, в результаті вищих цін на нафту. Зовнішнього боргу не існує, оскільки міжнародна допомога була надана у вигляді субсидій (грантів). Державний бюджет на 2008 рік спочатку був затверджений на рівні $348,1 млн. Зважаючи на швидке зростання цін на основні харчові продукти, зокрема рису на світових ринках, уряд вирішив до кінця липня 2008 року збільшити видатки бюджету до $612 млн. У 2009 році парламент затвердив бюджет $1,05 млрд. У 2010 році, він знову знизився до $659 996 млн. Дефіцит становить $572,6 млн. Основна частина бюджету йде на розвиток інфраструктури.

### Валюта

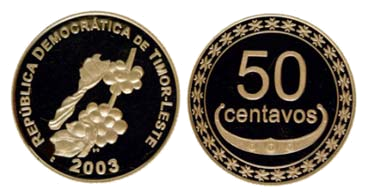
монета номіналом 50 сентаво

Національною валютою країни з січня 2000 року є долар США. Крім того, з 2003 року використовуються власні монети тиморські сентаво, що відповідають по курсу американському центу. Випускаються монети номіналом 1, 5, 10, 25, 50,100 та 200 сентаво.

### Мінеральні ресурси
Ще до індонезійської окупації, в Тиморському морі між Тимором та Австралією виявлено кілька родовищ нафти. Ці родовища є одними з найбагатших в Азійсько-тихоокеанському регіоні. 11 грудня 1989 року Індонезія та Австралія підписали Договір про Тиморську западину, що розділяє ресурси між двома державами. Ще в травні 2004 року уряд Австралії підтвердив дійсність договору, в такій формі. 12 січня 2006 була прийнята нова угода між Австралією і Східним Тимором (Treaty on Certain Maritime Arrangements in the Timor Sea), що передбачала рівномірний розподіл ресурсів між двома країнами на деяких важливих родовищах, що не розглядалися попередніми угодами.
7 листопада 2006 року Східний Тимор підписав перший контракт на родовища з італійською групою ENI. Через десять днів, аналогічна угода була укладена з індійською групою Reliance.
Серед інших мінеральних ресурсів є запаси мармуру, золота, марганцю і міді. Гарячі джерела в ряді регіонів свідчать, про значний потенціал геотермальної енергії.

### Сільське господарство
Більшість тиморського населення працює в сільському господарстві, лісництві та рибальстві. Основними продовольчими культурами Тимору є кукурудза, рис і батат.
Основними домашніми тваринами у Східному Тиморі є буйволи та свині. Всюди в країні поширене розведення курей. Іншими важливими домашніми тваринами є кози, вівці та коні.
З 1815 року в Східному Тиморі набуло поширення вирощення та експорт кави Особливо цінними є гірські сорти. Потенціал вирощення кави використовується лише частково через недостатню транспортну і виробничу інфраструктуру. Cooperativa Café Timori є найбільшим кооперативом Східного Тимору та об'єднує близько 22 000 виробників. Під час збору врожаю він є найбільшим роботодавцем у Східному Тиморі, забезпечуючи 3000 робочих місць. Основними центрами вирощування кави є райони Ермера, Айнару і Ликіса.

## Політика

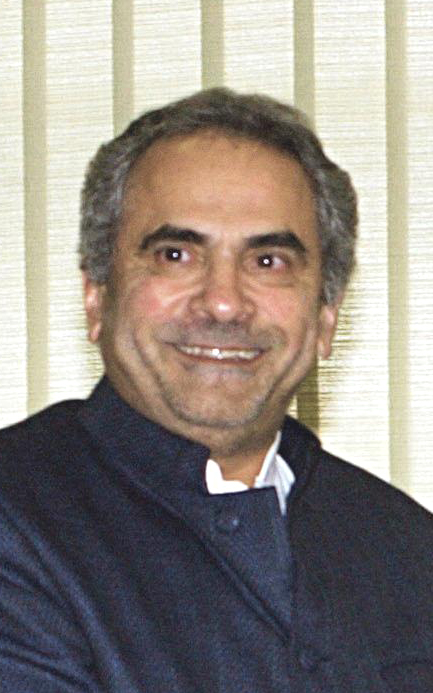
Президент Східного Тимору Жозе Рамуш-Орта

Главою держави Східний Тимор є Президент Східного Тимору, який обирається всенародним голосуванням на п'ятирічний термін. Хоча роль президента є значною мірою символічною, він має право вето на певні види законодавства, може розпустити парламент і призначити нові вибори. Після виборів президент призначає лідера партії більшості або коаліції більшості прем'єр-міністром Східного Тимору. Як глава уряду, прем'єр-міністр головує на засіданнях Державної ради або кабінету.
Законодавчу владу здійснює національний парламент (Parlamento Nacional), члени якого обираються всенародним голосуванням на п'ятирічний термін. Число місць в парламенті може змінюватися від 52 до 65. Конституція Східного Тимору була прийнята 22 березня 2002 року за зразком Португалії.

## Туристичні зони
Ділі — столиця країни, місто швидше нагадує португальську провінцію. Тут багато католицьких церков, статуя Христа охороняє місто з вершини мису Фатукама. Одна з визначних пам'яток міста — кладовище Санта-Круш: у 1991 році сили безпеки Індонезії на цьому місці жорстоко розправилися з протестантами. У місті також розташований Державний музей, є традиційний ринок, де торгують виробами місцевих ремісників.
Мис Фатукама, на якому стоїть статуя Христа, також відомий серед дайверів і аматорів пляжного відпочинку. Сусідній пляж Ліквіка знаменитий чорним піском. Село Іралфаі відоме серед туристів традиційним побутом і збереженими старими будинками на палях «ума-лулик». Острів Атауро знаменитий завдяки тому, що в його прибережних водах чудова риболовля, сюди припливають дельфіни й тим, що багато років тому тут була адміністрація колоніального уряду Португалії. Тепер це одне з найпопулярніших місць відпочинку. Острів Баукау — знаменитий переважно серед любителів природи. Тут ростуть знамените дорогоцінне сандалове дерево, тик і ваніль. На острові Лос-Палос розташований Національний парк Жако, де гніздяться 25 видів рідкісних птахів.